# Bronchioloalveolární karcinom
Bronchioloalveolární karcinom (BAC) je vzácný typ karcinomu plic. Častěji nastává u nikdy nekouřících osob, žen a Asiatů.
Podle definice není BAC invazivní tumor. Nicméně byl patology klasifikován jako forma karcinomu in situ (CIS). Stejně jako u dalších forem CIS je jeho chování maligní a často smrtelné. K jeho zvládnutí je nutná lobektomie nebo pneumonektomie a návratnost je častá. Z těchto důvodů byl onkology zařazen mezi ostatní maligní tumory, které jsou invazivní.

## Klasifikace
Bronchioloalveolární karcinom je podtyp adenokarcinomu plic, i když se odlišuje od dalších typů adenokarcinomů rozdílnými klinickými projevy, prognózou a odpovědí na léčbu.

## Galerie

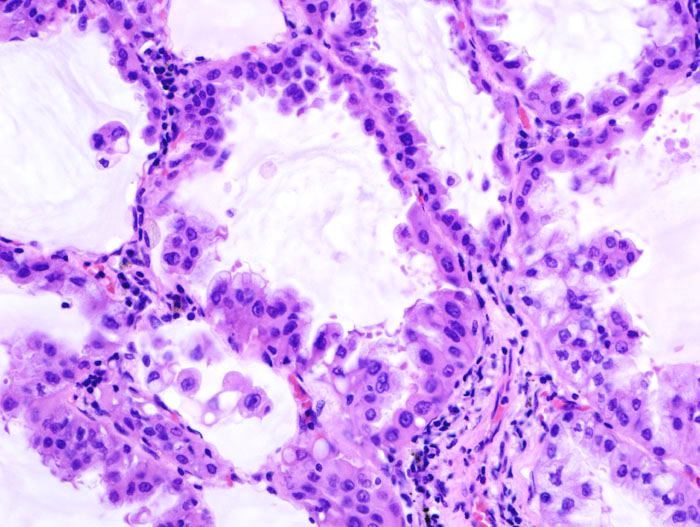
Histologický preparát karcinomu produkujícího mucin (barvení hematoxylin-eosinem)
Jiný pohled na stejný případ